# Луитполд Баварски
Луитполд Баварски (на немски: Luitpold Karl Joseph Wilhelm von Bayern; * 12 март 1821, Вюрцбург; † 12 декември 1912, Мюнхен) от династията на Вителсбахите, е от 1886 г. до смъртта си принц-регент на Бавария; първо три дена за своя племенник крал Лудвиг II, след това за неговия душевноболен брат Ото I.

## Живот
Луитполд е третият син и петото дете на крал Лудвиг I Баварски († 29 февруари 1868) и принцеса Тереза фон Сакс-Хилдбургхаузен (1792 – 1854), (Принцовата сватба), дъщеря на херцог Фридрих от Саксония-Алтенбург и принцеса Шарлота Георгина Луиза фон Мекленбург-Щрелиц. Луитполд е любимият син на баща му.
Луитполд започва военна кариера на 14 години и баща му го прави през 1835 г. хауптман на артилерията. Следващите години той става генерал-майор и фелдцойгмайстер.
Луитполд прави дълги пътувания в чужбина и така се запознава с по-късната си съпруга, ерцхерцогиня Августа Фердинанда Австрийска (1825 – 1864), дъщеря на великия херцог на Тоскана Леополд II и принцеса Мария Анна Саксонска (1799 – 1832). Двамата се женят на 15 април 1844 г. във Флоренция. През 1841 г. той става почетен член на Баварската академия на науките.
Баща му трябва да се откаже от трона на 20 март 1848 г. Крал става най-големият брат на Луитполд, Максимилиан II Йозеф. По неговото време той няма важна роля. Вторият му брат, Отон I от Гърция, е избран за крал на Гърция. Луитполд и наследниците му са избрани за наследници на трона в Гърция, ако брат му умре без наследници. Затова той трябва да приеме православието. Най-малкият брат на Луитполд, Адалберт Вилхелм, е ерцпринц на Гърция.
След определянето на крал Лудвиг II за неспособен на 10 юни 1886 г. Луитполд поема управлението на Кралство Бавария като принц-регент. За своя от младини душевно болен племенник Ото той също е регент. Общо Луитполд е регент двадесет и пет години, които се наричат златна епоха за Бавария.
Луитполд обича рисуването и в Мюнхен от 1896 г. започва епохата на немскя стил Югендщил (Ар нуво). Той притежава галерия с 400 платна и е покровител на изкуствата. На него е посветен булевардът „Принцрегентенщрасе“, по който са разположени Националният музей, вила „Щук“ и Театърът на принца регент.
Луитполд въвежда през 1903 г. следването за жените в Бавария.
На 11 декември 1912 г. Луитполд се разболява от бронхит с висока температура. На следващата сутрин Луитполд умира към 5 часа. Синът му Лудвиг III го наследява като принц-регент на Бавария. За неговото погребение цялата европейска аристокрация се събира в Мюнхен. В неговата надгробна реч кайзер Вилхелм II го определя като „последния рицар“. Принцрегент Луитполд е погребан в криптата на Театинската църква във фамилната гробница на Вителсбахите в Мюнхен.

## Деца
Луитполд и Августа Фердинанда имат четири деца:
- Лудвиг III (1845 – 1921), последният крал на Бавария, ∞ 1868 ерцхерцогиня Мария Тереза Австрийска-Есте (1849 – 1919)
- Леополд (1846 – 1930), генерал, ∞ 1873 ерцхерцогиня Гизела Австрийска (1856 – 1932)
- Тереза (1850 – 1925), писателка, Dr.h.c. на университет Мюнхен
- Арнулф (1852 – 1907), генерал, ∞ 1882 принцеса Терезе от Лихтенщайн (1850 – 1938)